# چاندرامی
چاندرامی (به انگلیسی: Chandrami) یک منطقهٔ مسکونی در پاکستان است که در ناحیه رحیم‌یارخان واقع شده‌است. چاندرامی ۴ to 5 Km کیلومتر مربع مساحت دارد.